# Адольфо Орта
Адольфо Орта (ісп. Adolfo Horta; 3 жовтня 1957 — 28 листопада 2016) — кубинський боксер, триразовий чемпіон світу серед аматорів, чемпіон Панамериканських ігор, призер Олімпійських ігор.

## Аматорська кар'єра
1976 року вперше став чемпіоном Куби. Потім вигравав цей титул до завершення кар'єри ще дев'ять разів.
На чемпіонаті світу 1978 завоював золоту медаль в категорії до 54 кг.
- В 1/16 фіналу переміг Теодора Дінна (Румунія) — 4-1
- В 1/8 фіналу переміг Раджи Латіфа (Нігерія) — RSC 1
- У чвертьфіналі переміг Бернабе Монтанеса (Пуерто-Рико) — 5-0
- У півфіналі переміг Штефана Фьорстера (НДР) — 5-0
- У фіналі переміг Фазлія Шачировича (Югославія) — 3-2

1979 року, здобувши три перемоги, завоював золоту медаль на Панамериканських іграх в категорії до 60 кг.
На Олімпійських іграх 1980 завоював срібну медаль в категорії до 57 кг.
- В 1/16 фіналу переміг Одда Бенгтссона (Швеція) — 5-0
- В 1/8 фіналу переміг Тіті Серчела (Румунія) — 5-0
- У чвертьфіналі переміг Луїса Пісарро (Пуерто-Рико) — 5-0
- У півфіналі пройшов без бою Кшиштофа Коседовського (Польща)
- У фіналі програв Руді Фінку (НДР) — 1-4

На Кубку світу 1981, здобувши три перемоги, завоював золоту медаль.
На чемпіонаті світу 1982 вдруге став чемпіоном.
- В 1/16 фіналу переміг Пітера Коньєгвачіє (Нігерія) — 5-0
- В 1/8 фіналу переміг Стефана Сьостранда (Швеція) —	KO 1
- У чвертьфіналі переміг Пак Кі Чуй (Південна Корея) — RSCH 2
- У півфіналі переміг Ріхарда Новаковського (НДР) — 4-1
- У фіналі переміг Равсалин Отгонбаяр (Монголія) — 5-0

1983 року, здобувши чотири перемоги, завоював золоту медаль на Панамериканських іграх.
Через бойкот Олімпійських ігор 1984 представниками з соціалістичних країн пропустив Олімпіаду 1984 і завоював золоту медаль на альтернативних змаганнях Дружба-84, здобувши у фіналі перемогу над Сєриком Нурказовим (СРСР).
На чемпіонаті світу 1986 завоював золоту медаль в категорії до 60 кг.
- В 1/16 фіналу переміг Мікеле Кальдарелла (Італія) — 5-0
- В 1/8 фіналу переміг Фернандо Мальдонадо (Пуерто-Рико) — 3-2
- У чвертьфіналі переміг Даніеля Маерана (Румунія) — 3-2
- У півфіналі переміг Орзубека Назарова (СРСР) — 3-2
- У фіналі переміг Енгельса Педроса (Венесуела) — 3-2